# Mistrovství světa ve fotbale 1986

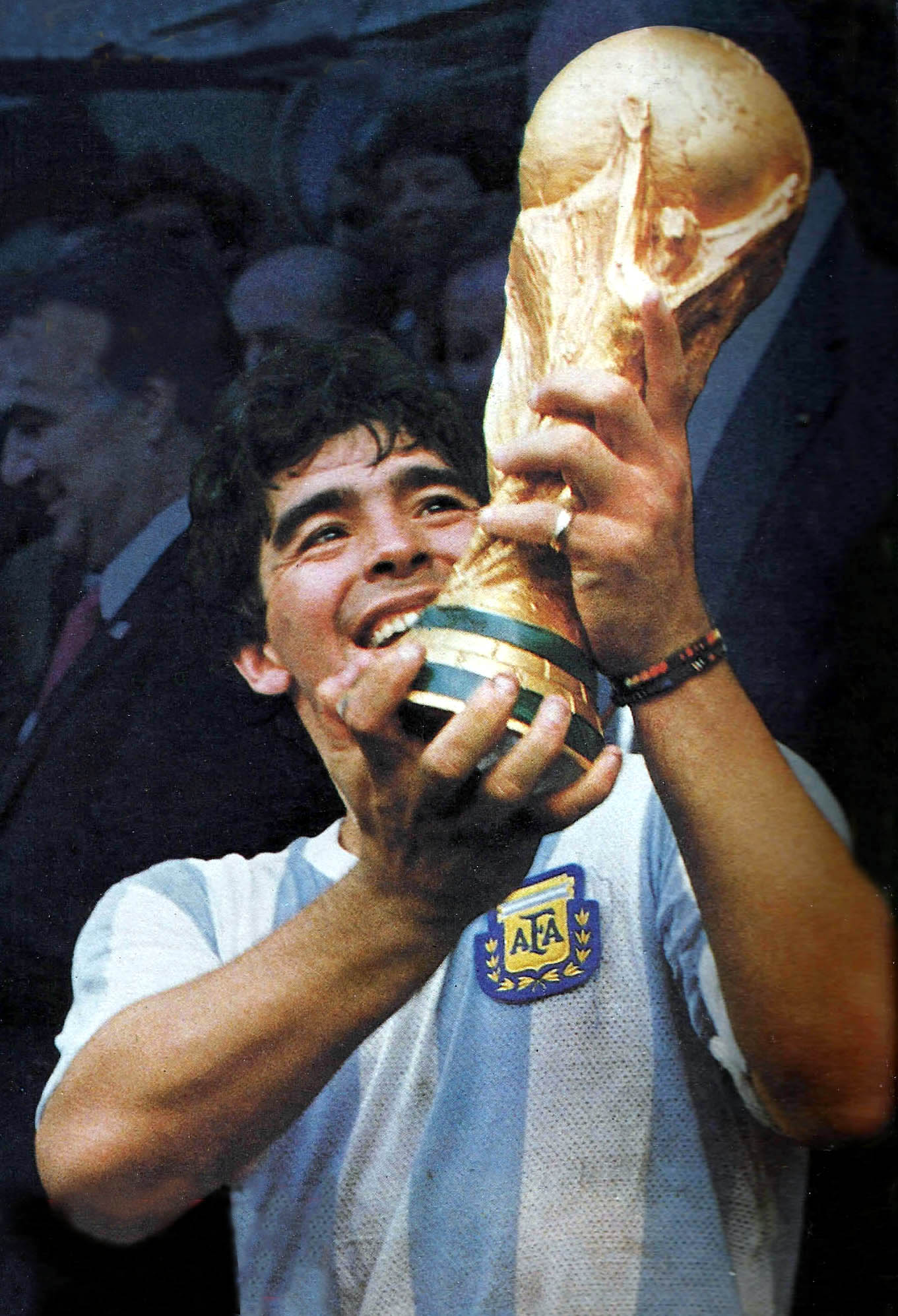

13. Mistrovství světa ve fotbale se konalo od 31. května do 29. června 1986 v Mexiku. Původně se však mělo konat v Kolumbii. Protože ale Kolumbie nesplnila podmínky pro pořádání, FIFA v roce 1983 rozhodla o novém místě konání šampionátu. Zúčastnilo se jej 24 celků. Finále se hrálo 29. června 1986. Celkem padlo na turnaji 132 branek, což je v průměru 2,5 branky na zápas. Nejlepším střelcem turnaje s 6 brankami se stal Gary Lineker (Anglie). Nejlepší hráči mistrovství světa: Diego Maradona (Argentina), Harald Schumacher (SRN), Preben Elkjær Larsen (Dánsko).
Vítězným týmem se stalo mužstvo Argentiny, které ve finálovém utkání na Aztéckém stadionu v Ciudad de México porazilo Německo 3:2.

## Stupně vítězů
| Zlato     | Stříbro | Bronz   | 4. místo |
| --------- | ------- | ------- | -------- |
| Argentina | NSR     | Francie | Belgie   |

## Kvalifikace
Kvalifikace se zúčastnilo 121 fotbalových reprezentací, které bojovaly o 22 místenek na závěrečném turnaji. Pořadatelské Mexiko spolu s obhájcem titulu - Itálií měli účast jistou.

### Kvalifikované týmy
| Vlajka        | Stát Archivováno 12. 4. 2018 na Wayback Machine. | Soupisky                                     | Vlajka      | Stát                      | Soupisky                                    |
| ------------- | ------------------------------------------------ | -------------------------------------------- | ----------- | ------------------------- | ------------------------------------------- |
| Portugalsko   | Portugalsko (Evropa)                             | Archivováno 5. 3. 2016 na Wayback Machine.   | Španělsko   | Španělsko (Evropa)        | Archivováno 6. 3. 2016 na Wayback Machine.  |
| Německo       | NSR (Evropa)                                     | Archivováno 19. 11. 2015 na Wayback Machine. | Bulharsko   | Bulharsko (Evropa)        | Archivováno 28. 2. 2016 na Wayback Machine. |
| Polsko        | Polsko (Evropa)                                  | Archivováno 5. 3. 2016 na Wayback Machine.   | Argentina   | Argentina (Jižní Amerika) | Archivováno 27. 9. 2015 na Wayback Machine. |
| Francie       | Francie (Evropa)                                 | Archivováno 10. 9. 2015 na Wayback Machine.  | Brazílie    | Brazílie (Jižní Amerika)  | Archivováno 6. 3. 2016 na Wayback Machine.  |
| Itálie        | Itálie (Evropa)                                  | Archivováno 7. 3. 2016 na Wayback Machine.   | Paraguay    | Paraguay (Jižní Amerika)  | Archivováno 6. 3. 2016 na Wayback Machine.  |
| Belgie        | Belgie (Evropa)                                  | Archivováno 2. 11. 2015 na Wayback Machine.  | Uruguay     | Uruguay (Jižní Amerika)   | Archivováno 6. 3. 2016 na Wayback Machine.  |
| Dánsko        | Dánsko (Evropa)                                  | Archivováno 6. 7. 2020 na Wayback Machine.   | Mexiko      | Mexiko (Střední Amerika)  | Archivováno 6. 7. 2020 na Wayback Machine.  |
| Anglie        | Anglie (Evropa)                                  | Archivováno 6. 3. 2016 na Wayback Machine.   | Kanada      | Kanada (Střední Amerika)  | Archivováno 6. 3. 2016 na Wayback Machine.  |
| Maďarsko      | Maďarsko (Evropa)                                | Archivováno 5. 3. 2016 na Wayback Machine.   | Alžírsko    | Alžírsko (Afrika)         | Archivováno 6. 3. 2016 na Wayback Machine.  |
| Severní Irsko | Severní Irsko (Evropa)                           | Archivováno 5. 3. 2016 na Wayback Machine.   | Maroko      | Maroko (Afrika)           | Archivováno 6. 3. 2016 na Wayback Machine.  |
| Skotsko       | Skotsko (Evropa)                                 | Archivováno 6. 3. 2016 na Wayback Machine.   | Irák        | Irák (Asie)               | Archivováno 5. 3. 2016 na Wayback Machine.  |
| Sovětský svaz | SSSR (Evropa)                                    | Archivováno 6. 3. 2016 na Wayback Machine.   | Jižní Korea | Jižní Korea (Asie)        | Archivováno 6. 7. 2020 na Wayback Machine.  |

## Skupinová fáze
| Vysvětlivky | Vysvětlivky                                                                                    |
| ----------- | ---------------------------------------------------------------------------------------------- |
|             | První dva týmy z každé skupiny a čtyři nejlepší týmy na třetích místech postoupily do play off |

### Skupina A
| Tým         | Z | V | R | P | VG | IG | +/- | B |
| ----------- | - | - | - | - | -- | -- | --- | - |
| Argentina   | 3 | 2 | 1 | 0 | 6  | 2  | +4  | 5 |
| Itálie      | 3 | 1 | 2 | 0 | 5  | 4  | +1  | 4 |
| Bulharsko   | 3 | 0 | 2 | 1 | 2  | 4  | -2  | 2 |
| Jižní Korea | 3 | 0 | 1 | 2 | 4  | 7  | -3  | 1 |

| 31. května 1986 12:00 UTC-5 |        |             |                                                                                       |
| Itálie                      | 1 : 1  | Bulharsko   | Aztécký stadion, Ciudad de México diváci: 96 000 rozhodčí: Erik Fredriksson (Švédsko) |
| Altobelli 43'               | Report | Sirakov 85' | Aztécký stadion, Ciudad de México diváci: 96 000 rozhodčí: Erik Fredriksson (Švédsko) |

| 2. června 1986 12:00 UTC-5  |        |                    | |
| Argentina                   | 3 : 1  | Jižní Korea        | Estadio Olímpico Universitario, Ciudad de México diváci: 60 000 rozhodčí: Victoriano Sánchez Arminio (Španělsko) |
| Valdano 6', 46' Ruggeri 18' | Report | Park Chang-Sun 73' | Estadio Olímpico Universitario, Ciudad de México diváci: 60 000 rozhodčí: Victoriano Sánchez Arminio (Španělsko) |

| 5. června 1986 12:00 UTC-5 |        |              |                                                                             |
| Itálie                     | 1 : 1  | Argentina    | Estadio Cuauhtémoc, Puebla diváci: 32 000 rozhodčí: Jan Keizer (Nizozemsko) |
| Altobelli 6' (pen.)        | Report | Maradona 34' | Estadio Cuauhtémoc, Puebla diváci: 32 000 rozhodčí: Jan Keizer (Nizozemsko) |

| 5. června 1986 16:00 UTC-5 |        |                  | |
| Bulharsko                  | 1 : 1  | Jižní Korea      | Estadio Olímpico Universitario, Ciudad de México diváci: 45 000 rozhodčí: Fallaj Al Shanar (Saúdská Arábie) |
| Getov 11'                  | Report | Kim Jong-Boo 70' | Estadio Olímpico Universitario, Ciudad de México diváci: 45 000 rozhodčí: Fallaj Al Shanar (Saúdská Arábie) |

| 10. června 1986 12:00 UTC-5       |        |                                            |                                                                       |
| Jižní Korea                       | 2 : 3  | Itálie                                     | Estadio Cuauhtémoc, Puebla diváci: 20 000 rozhodčí: David Socha (USA) |
| Choi Soon-Ho 62' Huh Jung-Moo 83' | Report | Altobelli 17', 73' Cho Kwang-Rae 82' (vl.) | Estadio Cuauhtémoc, Puebla diváci: 20 000 rozhodčí: David Socha (USA) |

| 10. června 1986 12:00 UTC-5 |        |           | |
| Argentina                   | 2 : 0  | Bulharsko | Estadio Olímpico Universitario, Ciudad de México diváci: 65 000 rozhodčí: Berny Ulloa Morera (Kostarika) |
| Valdano 3' Burruchaga 79'   | Report |           | Estadio Olímpico Universitario, Ciudad de México diváci: 65 000 rozhodčí: Berny Ulloa Morera (Kostarika) |

### Skupina B
| Tým      | Z | V | R | P | VG | IG | +/- | B |
| -------- | - | - | - | - | -- | -- | --- | - |
| Mexiko   | 3 | 2 | 1 | 0 | 4  | 2  | +2  | 5 |
| Paraguay | 3 | 1 | 2 | 0 | 4  | 3  | +1  | 4 |
| Belgie   | 3 | 1 | 1 | 1 | 5  | 5  | 0   | 3 |
| Irák     | 3 | 0 | 0 | 3 | 1  | 4  | -3  | 0 |

| 3. června 1986 12:00 UTC-5 |        |                 |                                                                                         |
| Mexiko                     | 2 : 1  | Belgie          | Aztécký stadion, Ciudad de México diváci: 110 000 rozhodčí: Carlos Espósito (Argentina) |
| Quirarte 23' Sánchez 39'   | Report | Vandenbergh 45' | Aztécký stadion, Ciudad de México diváci: 110 000 rozhodčí: Carlos Espósito (Argentina) |

| 4. června 1986 12:00 UTC-5 |        |      |                                                                                      |
| Paraguay                   | 1 : 0  | Irák | Estadio Nemesio Díez, Toluca diváci: 24 000 rozhodčí: Edwin Picon-Ackong (Mauricius) |
| Romero 35'                 | Report |      | Estadio Nemesio Díez, Toluca diváci: 24 000 rozhodčí: Edwin Picon-Ackong (Mauricius) |

| 7. června 1986 12:00 UTC-5 |        |            |                                                                                      |
| Mexiko                     | 1 : 1  | Paraguay   | Aztécký stadion, Ciudad de México diváci: 114 600 rozhodčí: George Courtney (Anglie) |
| Flores 3'                  | Report | Romero 85' | Aztécký stadion, Ciudad de México diváci: 114 600 rozhodčí: George Courtney (Anglie) |

| 8. června 1986 12:00 UTC-5 |        |                              |                                                                             |
| Irák                       | 1 : 2  | Belgie                       | Estadio Nemesio Díez, Toluca diváci: 20 000 rozhodčí: Jesús Díaz (Kolumbie) |
| Radhi 59'                  | Report | Scifo 16' Claesen 19' (pen.) | Estadio Nemesio Díez, Toluca diváci: 20 000 rozhodčí: Jesús Díaz (Kolumbie) |

| 11. června 1986 12:00 UTC-5 |        |                          |                                                                                  |
| Paraguay                    | 2 : 2  | Belgie                   | Estadio Nemesio Díez, Toluca diváci: 16 000 rozhodčí: Bogdan Dotchev (Bulharsko) |
| Cabañas 50', 76'            | Report | Vercauteren 30' Veyt 59' | Estadio Nemesio Díez, Toluca diváci: 16 000 rozhodčí: Bogdan Dotchev (Bulharsko) |

| 11. června 1986 12:00 UTC-5 |        |              |                                                                                         |
| Irák                        | 0 : 1  | Mexiko       | Aztécký stadion, Ciudad de México diváci: 103 763 rozhodčí: Zoran Petrović (Jugoslávie) |
|                             | Report | Quirarte 54' | Aztécký stadion, Ciudad de México diváci: 103 763 rozhodčí: Zoran Petrović (Jugoslávie) |

### Skupina C
| Tým           | Z | V | R | P | VG | IG | +/- | B |
| ------------- | - | - | - | - | -- | -- | --- | - |
| Sovětský svaz | 3 | 2 | 1 | 0 | 9  | 1  | +8  | 5 |
| Francie       | 3 | 2 | 1 | 0 | 5  | 1  | +4  | 5 |
| Maďarsko      | 3 | 1 | 0 | 2 | 2  | 9  | -7  | 2 |
| Kanada        | 3 | 0 | 0 | 3 | 0  | 5  | -5  | 0 |

| 1. června 1986 16:00 UTC-5 |        |           |                                                                      |
| Kanada                     | 0 : 1  | Francie   | Estadio Nou Camp, León diváci: 36 000 rozhodčí: Hernán Silva (Chile) |
|                            | Report | Papin 79' | Estadio Nou Camp, León diváci: 36 000 rozhodčí: Hernán Silva (Chile) |

| 2. června 1986 12:00 UTC-5                                                  |        |          |                                                                                    |
| Sovětský svaz                                                               | 6 : 0  | Maďarsko | Estadio Sergio León Chavez, Irapuato diváci: 16 500 rozhodčí: Luigi Agnolin Itálie |
| Jakovenko 2' Alejnikov 4' Belanov 24' (pen.) Jaremčuk 66', 75' Rodionov 80' | Report |          | Estadio Sergio León Chavez, Irapuato diváci: 16 500 rozhodčí: Luigi Agnolin Itálie |

| 5. června 1986 12:00 UTC-5 |        |               |                                                                                 |
| Francie                    | 1 : 1  | Sovětský svaz | Estadio Nou Camp, León diváci: 36 540 rozhodčí: Romualdo Arppi Filho (Brazílie) |
| Fernández 60'              | Report | Rac 53'       | Estadio Nou Camp, León diváci: 36 540 rozhodčí: Romualdo Arppi Filho (Brazílie) |

| 6. června 1986 12:00 UTC-5 |        |        |                                                                                       |
| Maďarsko                   | 2 : 0  | Kanada | Estadio Sergio León Chavez, Irapuato diváci: 13 800 rozhodčí: Jamal Al Sharif (Sýrie) |
| Esterházy 2' Détári 75'    | Report |        | Estadio Sergio León Chavez, Irapuato diváci: 13 800 rozhodčí: Jamal Al Sharif (Sýrie) |

| 9. června 1986 12:00 UTC-5 |        |                                      |                                                                                    |
| Maďarsko                   | 0 : 3  | Francie                              | Estadio Nou Camp, León diváci: 31 420 rozhodčí: Carlos Silva Valente (Portugalsko) |
|                            | Report | Stopyra 29' Tigana 62' Rocheteau 84' | Estadio Nou Camp, León diváci: 31 420 rozhodčí: Carlos Silva Valente (Portugalsko) |

| 9. června 1986 12:00 UTC-5 |        |        |                                                                                    |
| Sovětský svaz              | 2 : 0  | Kanada | Estadio Sergio León Chavez, Irapuato diváci: 14 200 rozhodčí: Idriss Traore (Mali) |
| Blochin 58' Zavarov 74'    | Report |        | Estadio Sergio León Chavez, Irapuato diváci: 14 200 rozhodčí: Idriss Traore (Mali) |

### Skupina D
| Tým           | Z | V | R | P | VG | IG | +/- | B |
| ------------- | - | - | - | - | -- | -- | --- | - |
| Brazílie      | 3 | 3 | 0 | 0 | 5  | 0  | +5  | 6 |
| Španělsko     | 3 | 2 | 0 | 1 | 5  | 2  | +3  | 4 |
| Severní Irsko | 3 | 0 | 1 | 2 | 2  | 6  | -4  | 1 |
| Alžírsko      | 3 | 0 | 1 | 2 | 1  | 5  | -4  | 1 |

| 1. června 1986 12:00 UTC-5 |        |              |                                                                                   |
| Španělsko                  | 0 : 1  | Brazílie     | Estadio Jalisco, Guadalajara diváci: 35 748 rozhodčí: Chris Bambridge (Austrálie) |
|                            | Report | Sócrates 62' | Estadio Jalisco, Guadalajara diváci: 35 748 rozhodčí: Chris Bambridge (Austrálie) |

| 3. června 1986 12:00 UTC-5 |        |               |                                                                                   |
| Alžírsko                   | 1 : 1  | Severní Irsko | Estadio Tres de Marzo, Guadalajara diváci: 22 000 rozhodčí: Valeri Butenko (SSSR) |
| Zidane 59'                 | Report | Whiteside 6'  | Estadio Tres de Marzo, Guadalajara diváci: 22 000 rozhodčí: Valeri Butenko (SSSR) |

| 6. června 1986 12:00 UTC-5 |        |          |                                                                                 |
| Brazílie                   | 1 : 0  | Alžírsko | Estadio Jalisco, Guadalajara diváci: 48 000 rozhodčí: Rómulo Méndez (Guatemala) |
| Careca 66'                 | Report |          | Estadio Jalisco, Guadalajara diváci: 48 000 rozhodčí: Rómulo Méndez (Guatemala) |

| 7. června 1986 12:00 UTC-5 |        |                           |                                                                                        |
| Severní Irsko              | 1 : 2  | Španělsko                 | Estadio Tres de Marzo, Guadalajara diváci: 28 000 rozhodčí: Horst Brummeier (Rakousko) |
| Clarke 46'                 | Report | Butragueño 1' Salinas 18' | Estadio Tres de Marzo, Guadalajara diváci: 28 000 rozhodčí: Horst Brummeier (Rakousko) |

| 12. června 1986 12:00 UTC-5 |        |                             |                                                                                |
| Severní Irsko               | 0 : 3  | Brazílie                    | Estadio Jalisco, Guadalajara diváci: 51 000 rozhodčí: Siegfried Kirschen (NDR) |
|                             | Report | Careca 15', 87' Josimar 42' | Estadio Jalisco, Guadalajara diváci: 51 000 rozhodčí: Siegfried Kirschen (NDR) |

| 12. června 1986 12:00 UTC-5 |        |                           |                                                                                  |
| Alžírsko                    | 0 : 3  | Španělsko                 | Estadio Tecnológico, Monterrey diváci: 23 980 rozhodčí: Shizuo Takada (Japonsko) |
|                             | Report | Calderé 15', 68' Eloy 70' | Estadio Tecnológico, Monterrey diváci: 23 980 rozhodčí: Shizuo Takada (Japonsko) |

### Skupina E
| Tým     | Z | V | R | P | VG | IG | +/- | B |
| ------- | - | - | - | - | -- | -- | --- | - |
| Dánsko  | 3 | 3 | 0 | 0 | 9  | 1  | +8  | 6 |
| SRN     | 3 | 1 | 1 | 1 | 3  | 4  | -1  | 3 |
| Uruguay | 3 | 0 | 2 | 1 | 2  | 7  | -5  | 2 |
| Skotsko | 3 | 0 | 1 | 2 | 1  | 3  | -2  | 1 |

| 4. června 1986 12:00 UTC-5 |        |            |                                                                                              |
| Uruguay                    | 1 : 1  | SRN        | Estadio La Corregidora, Querétaro diváci: 30 500 rozhodčí: Vojtech Christov (Československo) |
| Alzamendi 4'               | Report | Allofs 84' | Estadio La Corregidora, Querétaro diváci: 30 500 rozhodčí: Vojtech Christov (Československo) |

| 4. června 1986 16:00 UTC-5 |        |                   |                                                                                  |
| Skotsko                    | 0 : 1  | Dánsko            | Estadio Neza 86, Nezahualcóyotl diváci: 18 000 rozhodčí: Lajos Nemeth (Maďarsko) |
|                            | Report | Elkjær Larsen 57' | Estadio Neza 86, Nezahualcóyotl diváci: 18 000 rozhodčí: Lajos Nemeth (Maďarsko) |

| 8. června 1986 12:00 UTC-5 |        |              |                                                                                 |
| SRN                        | 2 : 1  | Skotsko      | Estadio La Corregidora, Querétaro diváci: 30 000 rozhodčí: Ioan Igna (Rumunsko) |
| Völler 23' Allofs 49'      | Report | Strachan 18' | Estadio La Corregidora, Querétaro diváci: 30 000 rozhodčí: Ioan Igna (Rumunsko) |

| 8. června 1986 16:00 UTC-5                                     |        |                        |                                                                                           |
| Dánsko                                                         | 6 : 1  | Uruguay                | Estadio Neza 86, Nezahualcóyotl diváci: 26 500 rozhodčí: Antonio Márquez Ramírez (Mexiko) |
| Elkjær Larsen 11', 67', 80' Lerby 41' Laudrup 52' J. Olsen 88' | Report | Francescoli 45' (pen.) | Estadio Neza 86, Nezahualcóyotl diváci: 26 500 rozhodčí: Antonio Márquez Ramírez (Mexiko) |

| 13. června 1986 12:00 UTC-5     |        |     |                                                                                   |
| Dánsko                          | 2 : 0  | SRN | Estadio La Corregidora, Querétaro diváci: 36 000 rozhodčí: Alexis Ponnet (Belgie) |
| J. Olsen 43' (pen.) Eriksen 62' | Report |     | Estadio La Corregidora, Querétaro diváci: 36 000 rozhodčí: Alexis Ponnet (Belgie) |

| 13. června 1986 12:00 UTC-5 |        |         |                                                                                 |
| Skotsko                     | 0 : 0  | Uruguay | Estadio Neza 86, Nezahualcóyotl diváci: 20 000 rozhodčí: Joël Quiniou (Francie) |
|                             | Report |         | Estadio Neza 86, Nezahualcóyotl diváci: 20 000 rozhodčí: Joël Quiniou (Francie) |

### Skupina F
| Tým         | Z | V | R | P | VG | IG | +/- | B |
| ----------- | - | - | - | - | -- | -- | --- | - |
| Maroko      | 3 | 1 | 2 | 0 | 3  | 1  | +2  | 4 |
| Anglie      | 3 | 1 | 1 | 1 | 3  | 1  | +2  | 3 |
| Polsko      | 3 | 1 | 1 | 1 | 1  | 3  | -2  | 3 |
| Portugalsko | 3 | 1 | 0 | 2 | 2  | 4  | -2  | 2 |

| 2. června 1986 16:00 UTC-5 |        |        |                                                                                              |
| Maroko                     | 0 : 0  | Polsko | Estadio Universitario, Monterrey diváci: 19 900 rozhodčí: José Luis Martínez Bazán (Uruguay) |
|                            | Report |        | Estadio Universitario, Monterrey diváci: 19 900 rozhodčí: José Luis Martínez Bazán (Uruguay) |

| 3. června 1986 16:00 UTC-5 |        |        |                                                                           |
| Portugalsko                | 1 : 0  | Anglie | Estadio Tecnológico, Monterrey diváci: 23 000 rozhodčí: Volker Roth (NSR) |
| Carlos Manuel 76'          | Report |        | Estadio Tecnológico, Monterrey diváci: 23 000 rozhodčí: Volker Roth (NSR) |

| 6. června 1986 16:00 UTC-5 |        |        |                                                                                     |
| Anglie                     | 0 : 0  | Maroko | Estadio Tecnológico, Monterrey diváci: 20 200 rozhodčí: Gabriel González (Paraguay) |
|                            | Report |        | Estadio Tecnológico, Monterrey diváci: 20 200 rozhodčí: Gabriel González (Paraguay) |

| 7. června 1986 16:00 UTC-5 |        |             |                                                                                    |
| Polsko                     | 1 : 0  | Portugalsko | Estadio Universitario, Monterrey diváci: 19 915 rozhodčí: Ali Bin Nasser (Tunisko) |
| Smolarek 68'               | Report |             | Estadio Universitario, Monterrey diváci: 19 915 rozhodčí: Ali Bin Nasser (Tunisko) |

| 11. června 1986 16:00 UTC-5 |        |        |                                                                                   |
| Anglie                      | 3 : 0  | Polsko | Estadio Universitario, Monterrey diváci: 22 700 rozhodčí: André Daina (Švýcarsko) |
| Lineker 9', 14', 34'        | Report |        | Estadio Universitario, Monterrey diváci: 22 700 rozhodčí: André Daina (Švýcarsko) |

| 11. června 1986 16:00 UTC-5 |        |                                  |                                                                                 |
| Portugalsko                 | 1 : 3  | Maroko                           | Estadio Tres de Marzo, Guadalajara diváci: 28 000 rozhodčí: Alan Snoddy (Irsko) |
| Diamantino 80'              | Report | Khairi 19', 26' Merry Krimau 62' | Estadio Tres de Marzo, Guadalajara diváci: 28 000 rozhodčí: Alan Snoddy (Irsko) |

### Žebříček týmů na třetích místech
| Sk. | Tým           | Z | V | R | P | VG | IG | +/- | B |
| --- | ------------- | - | - | - | - | -- | -- | --- | - |
| B   | Belgie        | 3 | 1 | 1 | 1 | 5  | 5  | 0   | 3 |
| F   | Polsko        | 3 | 1 | 1 | 1 | 1  | 3  | -2  | 3 |
| A   | Bulharsko     | 3 | 0 | 2 | 1 | 2  | 4  | -2  | 2 |
| E   | Uruguay       | 3 | 0 | 2 | 1 | 2  | 7  | -5  | 2 |
| C   | Maďarsko      | 3 | 1 | 0 | 2 | 2  | 9  | -7  | 2 |
| D   | Severní Irsko | 3 | 0 | 1 | 2 | 2  | 6  | -4  | 1 |

## Vyřazovací fáze
Vyřazovací fáze se hrála podle pravidla pro vytvoření pavouka play-off se 16 týmy, které postoupily z 6 skupin na fotbalových mistrovstvích.

### Osmifinále
| 15. června 1986 12:00 UTC-5 |        |           |                                                                                             |
| Mexiko                      | 2 : 0  | Bulharsko | Aztécký stadion, Ciudad de México diváci: 114 580 rozhodčí: Romualdo Arppi Filho (Brazílie) |
| Negrete 34' Servín 61'      | Report |           | Aztécký stadion, Ciudad de México diváci: 114 580 rozhodčí: Romualdo Arppi Filho (Brazílie) |

| 15. června 1986 16:00 UTC-5   |                   |                                                 |                                                                            |
| Sovětský svaz                 | 3 : 4 (po prodl.) | Belgie                                          | Estadio Nou Camp, León diváci: 32 277 rozhodčí: Erik Fredriksson (Švédsko) |
| Belanov 27', 70', 111' (pen.) | Report            | Scifo 56' Ceulemans 77' Demol 102' Claesen 110' | Estadio Nou Camp, León diváci: 32 277 rozhodčí: Erik Fredriksson (Švédsko) |

| 16. června 1986 12:00 UTC-5                                  |        |        |                                                                         |
| Brazílie                                                     | 4 : 0  | Polsko | Estadio Jalisco, Guadalajara diváci: 45 000 rozhodčí: Volker Roth (NSR) |
| Sócrates 30' (pen.) Josimar 55' Edinho 79' Careca 83' (pen.) | Report |        | Estadio Jalisco, Guadalajara diváci: 45 000 rozhodčí: Volker Roth (NSR) |

| 16. června 1986 16:00 UTC-5 |        |         |                                                                            |
| Argentina                   | 1 : 0  | Uruguay | Estadio Cuauhtémoc, Puebla diváci: 26 000 rozhodčí: Luigi Agnolin (Itálie) |
| Pasculli 42'                | Report |         | Estadio Cuauhtémoc, Puebla diváci: 26 000 rozhodčí: Luigi Agnolin (Itálie) |

| 17. června 1986 12:00 UTC-5 |        |                         | |
| Itálie                      | 0 : 2  | Francie                 | Estadio Olímpico Universitario, Ciudad de México diváci: 70 000 rozhodčí: Carlos Espósito (Argentina) |
|                             | Report | Platini 15' Stopyra 57' | Estadio Olímpico Universitario, Ciudad de México diváci: 70 000 rozhodčí: Carlos Espósito (Argentina) |

| 17. června 1986 16:00 UTC-5 |        |              |                                                                                       |
| Maroko                      | 0 : 1  | SRN          | Estadio Universitario, Monterrey diváci: 19 800 rozhodčí: Zoran Petrović (Jugoslávie) |
|                             | Report | Matthäus 87' | Estadio Universitario, Monterrey diváci: 19 800 rozhodčí: Zoran Petrović (Jugoslávie) |

| 18. června 1986 12:00 UTC-5    |        |          |                                                                                    |
| Anglie                         | 3 : 0  | Paraguay | Aztécký stadion, Ciudad de México diváci: 98 728 rozhodčí: Jamal Al Sharif (Sýrie) |
| Lineker 31', 73' Beardsley 56' | Report |          | Aztécký stadion, Ciudad de México diváci: 98 728 rozhodčí: Jamal Al Sharif (Sýrie) |

| 18. června 1986 16:00 UTC-5 |        |                                                            |                                                                                    |
| Dánsko                      | 1 : 5  | Španělsko                                                  | Estadio La Corregidora, Querétaro diváci: 38 500 rozhodčí: Jan Keizer (Nizozemsko) |
| J. Olsen 33' (pen.)         | Report | Butragueño 43', 56', 80', 88' (pen.) Goikoetxea 68' (pen.) | Estadio La Corregidora, Querétaro diváci: 38 500 rozhodčí: Jan Keizer (Nizozemsko) |

### Čtvrtfinále
| 21. června 1986 12:00 UTC-5 |                   |             |                                                                            |
| Brazílie                    | 1 : 1 (po prodl.) | Francie     | Estadio Jalisco, Guadalajara diváci: 65 000 rozhodčí: Ioan Igna (Rumunsko) |
| Careca 17'                  | Report            | Platini 40' | Estadio Jalisco, Guadalajara diváci: 65 000 rozhodčí: Ioan Igna (Rumunsko) |

|                                         |       | Penaltový rozstřel                       |  |
| Sócrates Alemão Zico Branco Júlio César | 3 : 4 | Stopyra Amoros Bellone Platini Fernández |  |

| 21. června 1986 16:00 UTC-5 |                   |        |                                                                                 |
| SRN                         | 0 : 0 (po prodl.) | Mexiko | Estadio Universitario, Monterrey diváci: 41 700 rozhodčí: Jesús Díaz (Kolumbie) |
|                             | Report            |        | Estadio Universitario, Monterrey diváci: 41 700 rozhodčí: Jesús Díaz (Kolumbie) |

|                                   |       | Penaltový rozstřel      |  |
| Allofs Brehme Matthäus Littbarski | 4 : 1 | Negrete Quirarte Servín |  |

| 22. června 1986 12:00 UTC-5 |        |             |                                                                                      |
| Argentina                   | 2 : 1  | Anglie      | Aztécký stadion, Ciudad de México diváci: 114 580 rozhodčí: Ali Bin Nasser (Tunisko) |
| Maradona 51', 55'           | Report | Lineker 81' | Aztécký stadion, Ciudad de México diváci: 114 580 rozhodčí: Ali Bin Nasser (Tunisko) |

| 22. června 1986 16:00 UTC-5 |                   |               |                                                                              |
| Španělsko                   | 1 : 1 (po prodl.) | Belgie        | Estadio Cuauhtémoc, Puebla diváci: 45 000 rozhodčí: Siegfried Kirschen (NDR) |
| Señor 85'                   | Report            | Ceulemans 35' | Estadio Cuauhtémoc, Puebla diváci: 45 000 rozhodčí: Siegfried Kirschen (NDR) |

|                                     |       | Penaltový rozstřel                           |  |
| Señor Eloy Chendo Butragueño Víctor | 4 : 5 | Claesen Scifo Broos Vervoort L. Van Der Elst |  |

### Semifinále
| 25. června 1986 12:00 UTC-5 |        |                      |                                                                              |
| Francie                     | 0 : 2  | SRN                  | Estadio Jalisco, Guadalajara diváci: 45 000 rozhodčí: Luigi Agnolin (Itálie) |
|                             | Report | Brehme 9' Völler 89' | Estadio Jalisco, Guadalajara diváci: 45 000 rozhodčí: Luigi Agnolin (Itálie) |

| 25. června 1986 16:00 UTC-5 |        |        |                                                                                              |
| Argentina                   | 2 : 0  | Belgie | Aztécký stadion, Ciudad de México diváci: 114 500 rozhodčí: Antonio Márquez Ramírez (Mexiko) |
| Maradona 51', 63'           | Report |        | Aztécký stadion, Ciudad de México diváci: 114 500 rozhodčí: Antonio Márquez Ramírez (Mexiko) |

### O bronz
| 28. června 1986 12:00 UTC-5                            |                   |                           |                                                                              |
| Francie                                                | 4 : 2 (po prodl.) | Belgie                    | Estadio Cuauhtémoc, Puebla diváci: 21 000 rozhodčí: George Courtney (Anglie) |
| Ferreri 27' Papin 43' Genghini 104' Amoros 111' (pen.) | Report            | Ceulemans 11' Claesen 73' | Estadio Cuauhtémoc, Puebla diváci: 21 000 rozhodčí: George Courtney (Anglie) |

### Finále
| 29. června 1986 12:00 UTC-5          |        |                           |                                                                                             |
| Argentina                            | 3 : 2  | SRN                       | Aztécký stadion, Ciudad de México diváci: 114 600 rozhodčí: Romualdo Arppi Filho (Brazílie) |
| Brown 23' Valdano 55' Burruchaga 83' | Report | Rummenigge 74' Völler 80' | Aztécký stadion, Ciudad de México diváci: 114 600 rozhodčí: Romualdo Arppi Filho (Brazílie) |